# Nông lâm ngư nghiệp ở Nhật Bản

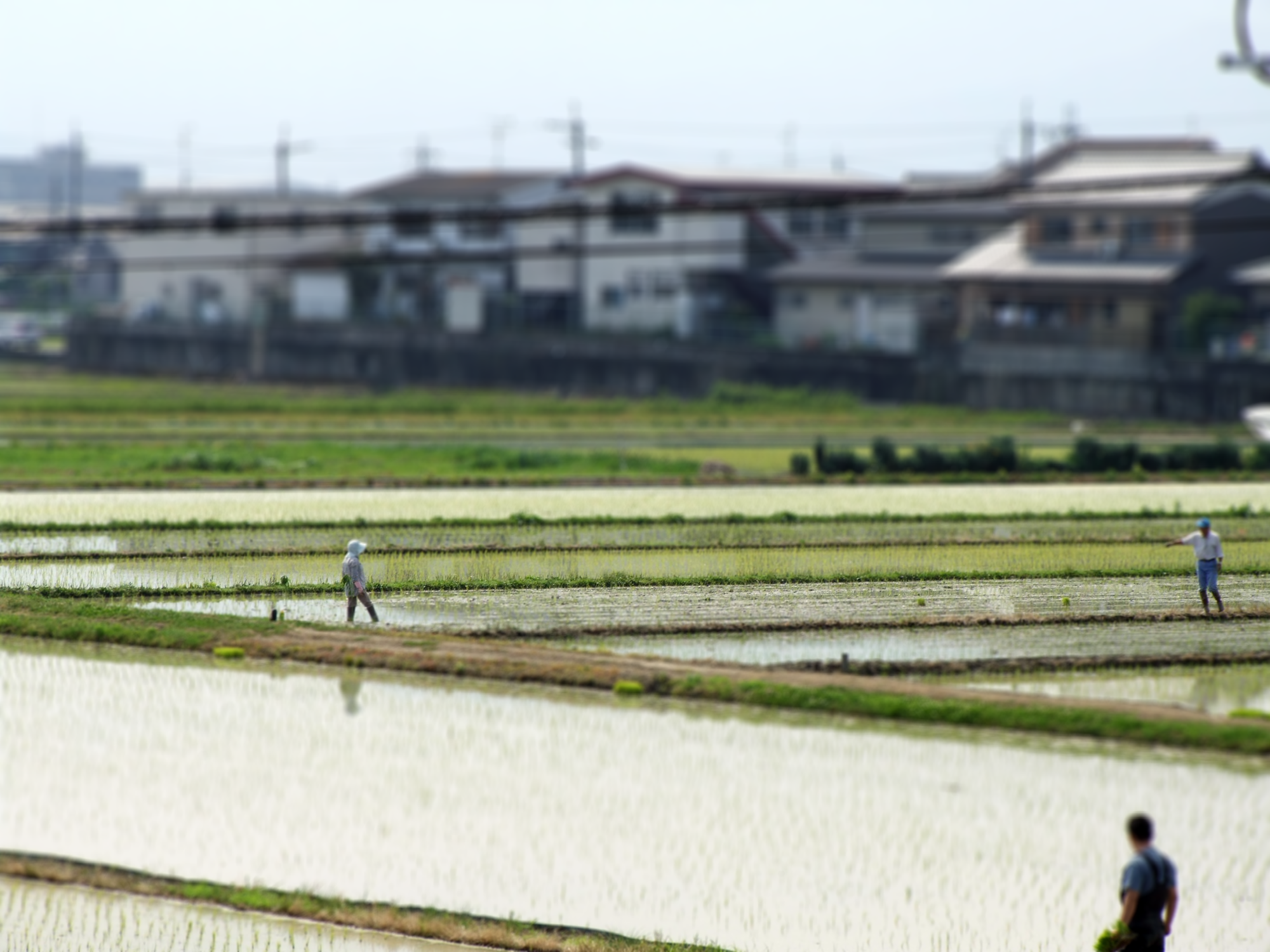
Cánh đồng lúa gần ga Kasanui ở Tawaramoto-cho

Nông lâm ngư nghiệp là ngành công nghiệp khu vực một của nền kinh tế Nhật Bản cùng với ngành khai khoáng, song chúng chỉ chiếm 1,3% tổng sản phẩm quốc dân. Chỉ có 20% đất đai của Nhật Bản là thích hợp cho canh tác và nền nông nghiệp được trợ cấp cao.
Nông lâm ngư nghiệp đã thống trị nền kinh tế Nhật Bản cho đến những năm 1940 nhưng sau đó đã giảm tầm quan trọng tương đối (xem Nông nghiệp của Đế quốc Nhật Bản). Vào cuối thế kỷ 19 (thời Minh Trị), khu vực này đã chiếm hơn 80% việc làm. Việc làm trong nông nghiệp đã giảm trong thời kỳ trước chiến tranh, nhưng khu vực này vẫn thâm dụng lao động lớn nhất (khoảng 50% lực lượng lao động) vào cuối Thế chiến II. Nó đã tiếp tục giảm xuống 23,5% vào năm 1965, 11,9% vào năm 1977 và xuống còn 7,2% vào năm 1988. Tầm quan trọng của nông nghiệp trong nền kinh tế quốc gia sau đó tiếp tục giảm nhanh, với tỷ lệ sản xuất nông nghiệp ròng trong GNP cuối cùng đã giảm giữa năm 1975 và 1989 từ 4,1% còn 3%. Vào cuối những năm 1980, 85,5% nông dân Nhật Bản cũng tham gia vào các ngành nghề phi nông nghiệp và hầu hết những người nông dân bán thời gian này kiếm được phần lớn thu nhập từ các hoạt động phi nông nghiệp.
Sự bùng nổ kinh tế của Nhật Bản bắt đầu từ những năm 1950 đã khiến nông dân bị tụt hậu về cả thu nhập và công nghệ nông nghiệp. Họ bị thu hút bởi chính sách kiểm soát lương thực của chính phủ, theo đó giá gạo cao được đảm bảo và nông dân được khuyến khích tăng sản lượng của bất kỳ loại cây trồng nào do chính họ lựa chọn. Nông dân trở thành nhà sản xuất hàng loạt lúa, thậm chí biến vườn rau của mình thành ruộng lúa. Sản lượng của họ đã tăng lên hơn 14 triệu tấn vào cuối những năm 1960, kết quả trực tiếp của diện tích canh tác lớn hơn và tăng năng suất trên một đơn vị diện tích, nhờ các kỹ thuật canh tác được cải tiến.
Ba loại hộ nông dân đã phát triển: những hộ chuyên sản xuất nông nghiệp (14,5% trong số 4,2 triệu hộ nông dân năm 1988, giảm từ 21,5% vào năm 1965); những người có được hơn một nửa thu nhập từ trang trại (giảm 14,2% so với 36,7% vào năm 1965); và những người chủ yếu tham gia vào các công việc khác ngoài làm nông nghiệp (71,3% tăng so với 41,8% vào năm 1965). Khi ngày càng nhiều gia đình nông dân chuyển sang các hoạt động phi nông nghiệp, dân số trang trại đã giảm (giảm từ 4,9 triệu năm 1975 xuống còn 4,8 triệu vào năm 1988). Tốc độ giảm chậm lại vào cuối những năm 1970 và 1980, nhưng tuổi trung bình của nông dân đã tăng lên 51 tuổi vào năm 1980, già hơn mười hai tuổi so với người làm thuê công nghiệp trung bình. Trong quá khứ và ngày nay, nữ nông dân đông hơn nam nông dân. Dữ liệu của chính phủ từ năm 2011 cho thấy phụ nữ đứng đầu hơn 3/4 các dự án kinh doanh nông nghiệp mới.

## Thiếu đất
Đặc điểm nổi bật nhất của nông nghiệp Nhật Bản là thiếu đất nông nghiệp. 49.000 km2 (19.000 dặm vuông) đang được canh tác chỉ chiếm 13,2% tổng diện tích đất vào năm 1988. Tuy nhiên, vùng đất này được canh tác mạnh mẽ. Ruộng lúa chiếm phần lớn vùng nông thôn dù trên đồng bằng phù sa, sườn dốc bậc thang hay vùng đất ngập nước và vịnh ven biển. Đất nông nghiệp không trồng lúa chia sẻ ruộng bậc thang và sườn dốc thấp hơn và được trồng lúa mì và lúa mạch vào mùa thu và với khoai lang, rau và gạo khô vào mùa hè. Xen canh khá phổ biến: những cây trồng như vậy được xen kẽ với đậu và đậu Hà Lan.
Nông nghiệp Nhật Bản được coi là một ngành " bị bệnh" bởi vì nó phải đối mặt với nhiều hạn chế, chẳng hạn như sự giảm sút nhanh chóng của đất canh tác và thu nhập nông nghiệp giảm. Vấn đề gạo dư thừa càng trở nên trầm trọng hơn bởi những thay đổi lớn trong chế độ ăn uống của nhiều người Nhật Bản trong những năm 1970 và 1980. Ngay cả một vụ mùa lúa lớn cũng không làm giảm hơn 25% trữ lượng dự trữ. Năm 1990, Nhật Bản tự túc 67% trong các sản phẩm nông nghiệp và cung cấp cho khoảng 30% nhu cầu ngũ cốc và thức ăn gia súc.
Như một nỗ lực để hợp nhất đất nông nghiệp và tăng năng suất, "Tổ chức quản lý trung gian trang trại (nōchi chūkan kanri kikō)", còn được gọi là các ngân hàng đất nông nghiệp, được giới thiệu như một phần của gói cải cách vào năm 2014, bao gồm cải cách của Ủy ban nông nghiệp địa phương. Như Jentzsch lưu ý, "Gói cải cách được cho là hợp thức hóa việc hợp nhất đất nông nghiệp vào tay các trang trại [người cầm phiếu] ninaite, bao gồm cả các tập đoàn.

## Chăn nuôi
Chăn nuôi là một hoạt động nhỏ. Nhu cầu về thịt bò tăng vào những năm 1900 và nông dân thường chuyển từ chăn nuôi bò sữa sang sản xuất thịt bò chất lượng cao (và chi phí cao), chẳng hạn như thịt bò Kobe. Trong suốt những năm 1980, sản xuất thịt bò trong nước đáp ứng hơn 2% nhu cầu. Năm 1991, do áp lực nặng nề từ Hoa Kỳ, Nhật Bản đã chấm dứt hạn ngạch nhập khẩu khoai tây cũng như trái cây có múi. Bò sữa có rất nhiều ở Hokkaido, nơi 25% nông dân điều hành các công ty sữa, nhưng bò sữa cũng được nuôi ở Iwate, Tōhoku, và gần Tokyo và Kobe. Bò thịt chủ yếu tập trung ở phía tây Honshu và trên đảo Kyushu. Lợn nhà, loài động vật thuần hóa lâu đời nhất được nuôi để làm thức ăn, được tìm thấy ở khắp mọi nơi. Thịt lợn là loại thịt phổ biến nhất.
Hầu hết thịt bò nhập khẩu đến từ Úc, vì thịt bò từ Mỹ và Canada đã bị cấm sau những trường hợp bị nhiễm bệnh bò điên đầu tiên tại các quốc gia đó. Những lệnh cấm đã được dỡ bỏ vào năm 2006.

## Lâm nghiệp
Hai phần ba đất đai của Nhật Bản là rừng. 40% rừng ở Nhật Bản là rừng trồng, như gỗ tuyết tùng và cây bách. Chúng chủ yếu được trồng sau Chiến tranh Thái Bình Dương trong nỗ lực sản xuất vật liệu xây dựng, nhưng sau khi Nhật Bản có tốc độ tăng trưởng kinh tế nhanh chóng, họ đã chuyển đổi vật liệu xây dựng từ gỗ sang bê tông cốt thép. Hơn nữa, gỗ nhập khẩu rẻ hơn trở nên hấp dẫn hơn so với gỗ trong nước được sản xuất ở vùng núi dốc và chi phí lao động cao. Ngày nay, nhiều khu rừng trồng quá rậm rạp và cần tỉa thưa.
Năm 2015, ngành lâm nghiệp Nhật Bản đã sản xuất 20,05 triệu m³ gỗ và đạt hơn 436,3 tỷ yên từ hoạt động sản xuất, một nửa trong số đó là sản xuất nấm. Lâm nghiệp chiếm 0,04% GDP của Nhật Bản.

## Ngư nghiệp
Sau khủng hoảng dầu mỏ 1973, đánh bắt cá vùng biển sâu ở Nhật Bản đã giảm, với sản lượng đánh bắt hàng năm trong thập niên 1980 trung bình 2 triệu tấn. Nghề cá xa bờ chiếm trung bình 50% tổng sản lượng đánh bắt cá của cả nước vào cuối những năm 1980 mặc dù họ đã trải qua những thăng trầm lặp đi lặp lại trong thời gian đó. Các nghề cá ven biển có sản lượng đánh bắt nhỏ hơn so với nghề cá biển phía bắc vào năm 1986 và 1987. Nhìn chung, sản lượng đánh bắt cá của Nhật Bản đã tăng trưởng chậm hơn vào cuối những năm 1980. Ngược lại, nhập khẩu hàng hải sản của Nhật Bản đã tăng rất nhiều trong những năm 1980 với gần 2 triệu tấn vào năm 1989.
Ngành công nghiệp đánh cá Nhật Bản, cả trong và ngoài nước, từ lâu đã tập trung ở chợ cá Tsukiji, Tokyo, một trong những chợ bán buôn lớn nhất thế giới về hải sản tươi sống, đông lạnh và chế biến.
Nhật Bản cũng đã cải tiến rất nhiều các kỹ thuật nuôi trồng thủy sản hoặc nuôi trồng trên biển. Trong hệ thống này, kỹ thuật thụ tinh và ấp trứng nhân tạo được sử dụng để nhân giống cá và động vật có vỏ, sau đó được thả ra sông hoặc biển. Những con cá và động vật có vỏ được đánh bắt sau khi chúng lớn hơn. Cá hồi được nuôi theo cách này.
Nhật Bản có hơn 2.000 cảng cá, gồm có Nagasaki ở phía tây nam Kyūshū; Otaru, Kushiro và Abashiri ở Hokkaidō. Các cảng cá chính trên bờ biển Honshū ở Thái Bình Dương là Hachinohe, Kesennuma và Ishinomaki dọc theo bờ biển Sanriku, Choshi, Yaizu, Shimizu và Misaki ở phía đông và nam Tokyo.
Nhật Bản cũng là một trong số ít các quốc gia săn bắt cá voi trên thế giới. Là một thành viên của Ủy ban Cá voi Quốc tế, chính phủ cam kết rằng các đội tàu của họ sẽ hạn chế đánh bắt đối với hạn ngạch quốc tế, nhưng nước này đã bị quốc tế lên án vì đã không ký một thỏa thuận đặt lệnh cấm bắt cá voi. Hiện tại Nhật Bản tiến hành "đánh bắt cá voi để nghiên cứu" đối với cá voi Minke ở các đại dương xung quanh Nam Cực.
Hai trong số các công ty đánh cá lớn nhất tại Nhật Bản là Nippon Suisan Kaisha và Maruha Nichiro; mỗi công ty sử dụng hơn 10.000 lao động và sở hữu các công ty con trên toàn thế giới.

## Vị trí trong chính phủ
Bộ Nông lâm ngư nghiêp là cơ quan chính phủ chịu trách nhiệm về ngành ngư nghiệp. Cục Thủy sản Nhật Bản tuyên bố rằng Kế hoạch Ngư nghiệp Cơ bản được phát triển bởi chính phủ Nhật Bản vào năm 2007 và tuyên bố rằng chính phủ đang nỗ lực thiết lập các hoạt động nghề cá mạnh mẽ và lâu dài bằng cách thúc đẩy sự phục hồi tổng thể của ngành thủy sản. Điều này có thể được thực hiện bằng cách thúc đẩy các cuộc điều tra và nghiên cứu về nguồn lợi thủy sản, thúc đẩy quản lý tài nguyên quốc tế ở vùng biển quốc tế, thúc đẩy hợp tác quốc tế ở ngư trường quốc tế và cải thiện môi trường sống cho tất cả các sinh vật thủy sinh trong vùng nước nội địa, đồng thời đẩy mạnh nuôi trồng thủy sản. Sự phục hồi này bao gồm nhiều giai đoạn khác nhau để bao gồm khôi phục và quản lý các nguồn lợi thủy sản cấp cao.
Các ưu tiên khác của chính phủ Nhật Bản bao gồm tiếp tục phát triển các công nghệ mới để cải thiện hoạt động nghề cá, như kết hợp các nơi làm việc cần công nghệ hoặc tạo và khai thác các tài sản trí tuệ. Ngoài ra, ở đầu danh sách là sự tổ chức lại các tổ chức công nghiệp lao động cá từ trên xuống. Chính phủ hỗ trợ cho các nhóm khai thác thủy sản bằng cách giúp mua các thiết bị cần thiết tiết kiệm nhiên liệu, thông qua việc giới thiệu các hệ điều hành tiết kiệm năng lượng. Để duy trì lực lượng lao động mạnh mẽ trong ngành thủy sản, chính phủ có các chương trình khuyến khích sinh viên đại học nhìn vào ngành này như một con đường sự nghiệp có triển vọng. Điều này bao gồm các hoạt động hỗ trợ cung cấp cơ hội trải nghiệm đánh bắt và nuôi trồng thủy sản cố định. Chính phủ cũng cung cấp cho các nhân viên tương lai thông tin việc làm từ nghề cá trên toàn thế giới trong khi tổ chức hội thảo việc làm với các công ty nổi tiếng trong ngành kinh doanh thủy sản Nhật Bản. Ngoài ra còn có một chương trình đào tạo tại chỗ do chính phủ tài trợ cho các cá nhân có kế hoạch tạo dựng sự nghiệp trong ngành thủy sản. Các nghề cá ở Nhật Bản được quản lý bởi Cục Thủy sản Nhật Bản.
Cục Thủy sản được tổ chức thành bốn phòng: Phòng hoạch định chính sách thủy sản, Phòng quản lý tài nguyên, Phòng phát triển tài nguyên và Cục cảng cá. Phòng hoạch định chính sách thủy sản chịu trách nhiệm hoạch định các chính sách liên quan đến nghề cá và tất cả các vấn đề hành chính của tổ chức. Phòng Quản lý Tài nguyên có kế hoạch phát triển liên tục nghề cá của Nhật Bản. Phòng Phát triển Tài nguyên phụ trách nghiên cứu và phát triển khoa học trong lĩnh vực thủy sản. Cục cảng cá là cơ sở cho các hoạt động sản xuất thủy sản và cũng là cơ sở để phân phối và chế biến các sản phẩm biển.

### Kỹ thuật
- Câu cá Ayu
- Câu cá Tenkara, một loại câu cá rutilut
- Tàu nhà máy
- Các rạn san hô nhân tạo được sử dụng để tăng các hoạt động đánh bắt cá bền vững trên bờ biển.
- Săn cá heo

### Trong văn học
Năm 2008, Thuyền đóng hộp cua của Takiji Kobayashi, tiểu thuyết Marxist năm 1929 về một thuyền viên cua quyết tâm chống đỡ một thuyền trưởng độc ác trong điều kiện khắc nghiệt, trở thành một cuốn sách bán chạy bất ngờ, nhờ một chiến dịch quảng cáo liên kết tiểu thuyết với người lao động nghèo.

### Trích dẫn
1. ↑  Iijima 2015, tr. 1.
2. ↑  Kakuchi, Suvendrini (ngày 26 tháng 6 năm 2013). "Agriculture Leans on Japanese Women". Inter Press Service. Truy cập ngày 9 tháng 11 năm 2016.
3. ↑  Jentzsch, Hanno (2017). "Abandoned land, corporate farming, and farmland banks: a local perspective on the process of deregulating and redistributing farmland in Japan". Contemporary Japan. Quyển 29 số 1. tr. 31–46. doi:10.1080/18692729.2017.1256977.
4. ↑  "Annual Report on Forest and Forestry in Japan" (PDF).
5. ↑  Japan economy angst boosts sales of Marxist novel Lưu trữ ngày 24 tháng 9 năm 2015 tại Wayback Machine, Reuters, Aug. 11, 2008
6. ↑  KOBAYASHI, T. (1933). The cannery boat. New York, International publishers.